# 선정학당
선정학당(船政學堂, 영어: Fuzhou Naval College, Foochow Naval Dockyard School)은 청나라 선정대신 심보정이 1866년에 푸젠성 푸저우 마미항에 개설한 조선, 해군 학교이다. 지역명을 붙여 복건선정학당(福建船政學堂) 또는 복주선정학당(福州船政學堂), 마미수사학당(馬尾水師學堂) 등으로 불렸다. 선정학당은 설립 초기 구시당예국(求是堂芸局)으로 불리며, 복건성에서 해양 인재 육성을 목적으로 설치되었다. 처음에는 외국인 강사를 초빙하여 조선, 항해학 등의 전문지식을 가르쳤고, 학업 성적이 우수한 졸업생은 유럽에 파견되었다. 선정학당은 중국 해군의 요람이었으며, 근대 중국 최초의 해군과 항해 학교라는 평가 이외에 현재의 육군사관학교의 효시가 되는 존재이기도 했다. 졸업생의 대부분이 북양함대의 고위 장교가 되었고, 이외에도 각 방면에서의 지식인으로서 활동을 했다.

## 역사
1842년에 발발한 아편전쟁으로 청나라의 미숙한 과학 기술력이 표면화되자, 청나라 내부에서도 서양의 지식과 기술을 도입하여 서양 열강에 대항해야 한다는 인식이 점차 확산되었다. 서양의 과학 기술 교육 운동은 1860년대의 동치 원년에 시작된 양무운동 속에서 구체화되었다.
당시 민절총독의 책임을 맡고 있던 좌종당은 복건성 복주에 ‘선정국’(船政局)을 설립하고 함선과 대포를 직접 제조해야 한다고 상소를 올렸다. 같은 해 좌종당이 섬감총독으로 이동하면서 심보정이 선정대신으로 임명되었다.
푸젠 선정국은 마미항에 조선소와 해군 관련 시설을 두고, 유럽에서 기술자와 교관을 초빙하여 조선 기술의 도입을 꾀했다. 조선 시설의 확충과 동시에, 심보정은 해양 해군을 담당할 인재 육성의 중요성을 자각했다. 1866년에는 구시당예국(求是堂藝局)을 개설하고 조선과 항해 기술을 가진 인재 육성을 시작했다. 그해 제1회 입학시험이 시행되었고, 장원인 옌푸 이하 60여명의 학생들에게 1867년부터 푸저우성 내의 정광사(定光寺)에서 강의를 시작했다.

## 과정
1867년 여름, 구시당예국이 마미항으로 이전하면서 선정학당으로 이름을 바꾸었다. 나아가 교습 과정을 전후(前後)로 나눠 조선을 담당하는 전학당과 항해를 담당하는 후학당으로 분리하였다. 전학당에서는 조선과 관련된 엔진과 설계를 강의했고, 후학당에서는 항해에 필요한 항해학과 조향 기술을 가르쳤다.
선정학당은 외국인을 교수로 초빙했기 때문에 교재와 강의는 모두 원어로 가르치게 되었다.
전학당의 조선 방면에서는 프랑스어가 채용되었고, 강의 과목으로 프랑스어, 기하학, 수학, 수학, 물리, 기계 등이 있었다.
후학당에서 가르치는 항해학은 영어가 채용되었으며, 강의 과목으로 영어, 수학, 기하학, 천문학, 지리학, 항해 이론 등이 있었다.
또한, 사격, 체조, 중국어, 경학과 역사를 별도로 필수로 정하고 있다.
졸업 연한은 5년 과정이었으며, 졸업 이후에는 전학당의 경우 조선소에서 실습을 받고, 후학당의 경우 훈련 선박 실습 항해를 했다. 또한 학업 수석 졸업생은 유럽에 파견되었고, 전학당의 경우는 독일의 조선소로, 후학당의 경우 영국 왕립해군대학에 파견되어 견습 장교로 실습을 하며, 경험을 쌓았다.

## 영향
선정학당은 1866년에 개교한 이후 1907년에 복건선정국이 폐지될 때까지 존속되었고, 628명의 졸업생을 배출했다. 신해혁명 이후 선정 전학당은 1913년에 ‘해군제조학교’로 부흥했고, 이후에 ‘해군학교’로 발전하게 된다.
선정학당은 수업 내용을 비롯해 당시 중국에서 가장 현대적인 서양적인 학교였다고 할 수 있다. 이후 각지에서 해군 관련 학교가 설립되었지만, 그들은 선정학당 교육 내용을 바탕으로 설립된 것이다. 청나라는 1875년에 북양함대를 창설했으며, 그때 등용된 인력 대부분이 선정학당 출신이었다. 이후 선정학당 출신은 중국 해군에서 큰 세력을 차지했고, 중화민국 성립 이후 복건파라 불리는 파벌로 존재했다.

## 졸업생
- 옌푸
- 임태증
- 잔 톈유
- 사전빙
- 청비광

## 같이 보기
- 복주선정국
- 양무운동
- 북양함대